# テンキグサ
テンキグサ Leymus mollis (Trin. ex Spreng.) Pilg. はイネ科の植物。砂浜に生える海浜植物であり、地下に根茎を伸ばし、穂は高く伸び出してよく目立つ。別名のハマニンニクもよく用いられる。

## 特徴
地下茎を長く伸ばす多年生の草本。地下茎と匍匐茎をよく伸ばしてしばしば群落を作る。地上茎は太くて高く伸び、背丈は50-120cmに達する。特に北方のものは茎が太く、その基部は径1-2cmにも達し、また灰黒色の古い葉鞘をかぶっている姿は「まさにニンニクの茎」を思わせるという。茎は円柱形で中空、上部には軟毛が生えている。葉は長さ20-40cm、幅7-15mmで、質が厚くて硬い。表の面は多くの葉脈が隆起して見え、光沢がなくて白緑色をしており、裏の面は滑らかで光沢がある。葉の縁は滑らかとなっている。葉の先端部は内側に巻き込んで刺のように見える。葉舌は高さ1mmで毛はない。
穂は葉を遙かに超えて高く伸びる。花序のすぐ下の部分には白い柔らかな毛がある。花序そのものは穂状で直立しており、長さは10-25cmになり、隙間なく小穂がついている。小穂は各節に大抵は2個ずつ付き、柄がなくて長さ15-25mm、全体に柔らかい毛が生えており、3-5個の小花を含む。包頴は2個が同型で、いずれも小穂とほぼ長さが等しく、披針形で6-7本の脈が入り、両側の縁は白くて膜質をしている。その背面は丸くなっており、柔らかな毛が多く生えている。護頴は7脈が入っていて背面は丸く、長さは10-20mm。内頴は護頴とほぼ同じ長さ。葯は4-6mm。
テンキグサの名はアイヌ語に基づき、本種の葉を乾燥させて編んだ容器をテンキと呼んだことに由来する。あるいはそのための素材をテンキと呼んだともいう。別名にはハマニンニクがあり、これは浜ニンニクの意味で、浜に生え、葉がニンニクに似ていることによる。他に佐竹他(1982)は別名としてクサドウをあげている。牧野原著(2017)に見える草籐がおそらくこれに当たり、葉が強靱で籐のようであるため、としている。
なお、この2つの名のどちらを標準とするかには大いに振れがあり、佐竹他(1982)、大橋他編(2016)、長田(1999)、それにYListはテンキグサを、北村他(1998)、中西(2018)はハマニンニクを選んでおり、標準的でリファレンスとされる図鑑でも判断が割れている。ここではYListに従っておく。

## 分布と生育環境
北アメリカからシベリア東部、日本まで分布する。亜寒帯から温帯域の植物で、日本では北海道と、本州の太平洋側では房総半島まで、日本海側では山口県まで、それに九州の福岡県の一部と対馬に分布し、これが本種の自然分布の南限となっている。
海岸の砂地に生える。北日本の海岸にはもっとも普通に見られるものである。北海道では砂丘の上面に広く生育するが、分布域の南の地域では砂浜の汀線に近い部分にだけ生育が見られる。
よく地下茎を伸ばし、それによって砂を捕捉する能力が高いため、砂丘が形成される際の主役となっていると考えられる。

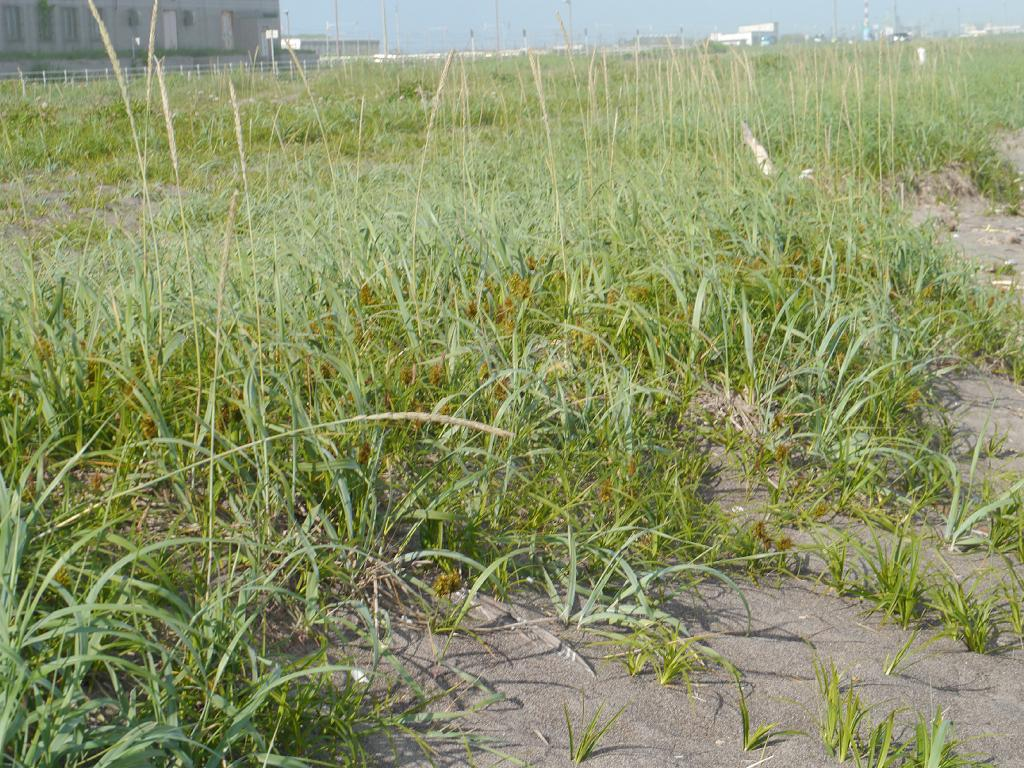
砂浜に帯状に生育している様 根元にコウボウムギ（エゾノ？）が
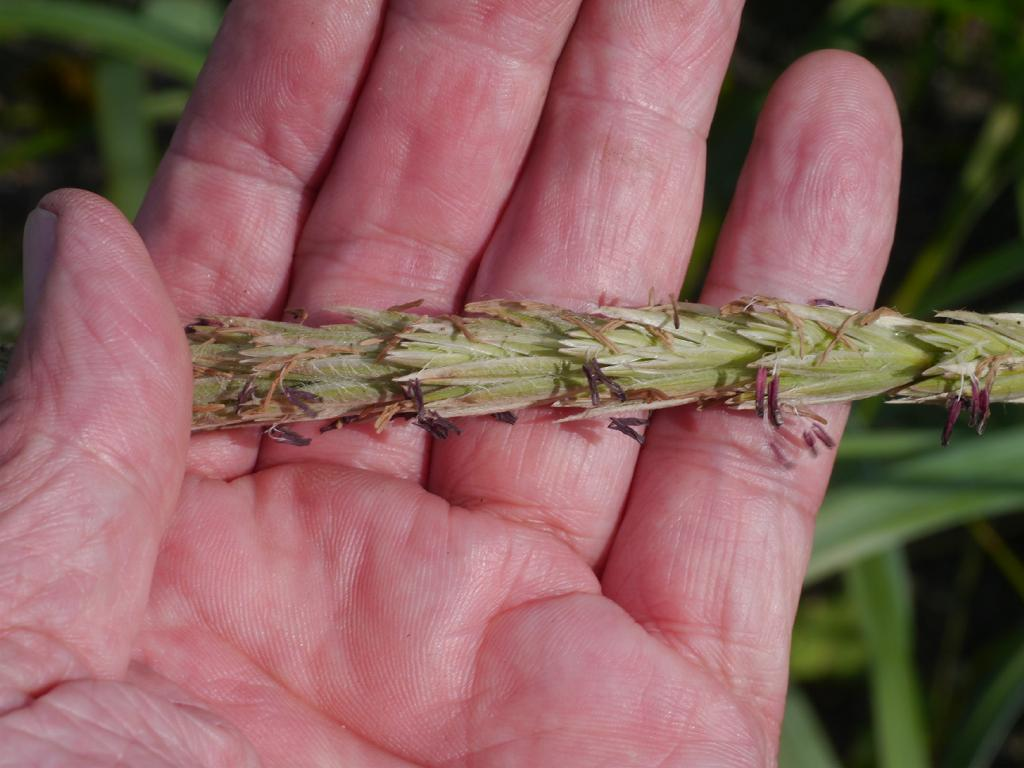
開花状態の穂の一部
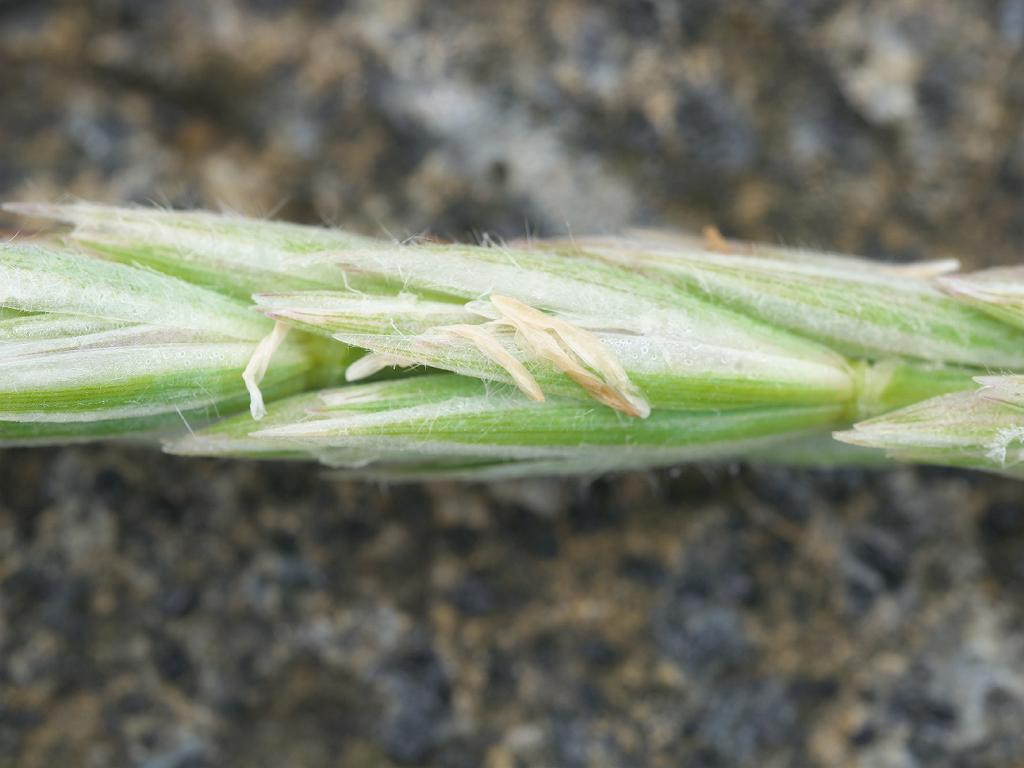
節から2個の小穂が出ている

## 分類など
本種は長らくエゾムギ属 Elymus に含められてきており、その際の学名は Elymus mollis であった。しかし現在は頭記の学名で扱われている。違いとしては包頴が小花より長くて小穂の片方に偏っていることなどの点が挙げられる。

## 類似の植物
テンキグサ属には北半球の温帯を中心に約50種があるが、日本には本種のみが知られる。ヨーロッパの海岸には本種によく似た L. arenarius があるが、この種は毛が多い。
以前に同属であったエゾムギ属には日本に数種があり、中でもハマムギ Elymus dahuricus は海岸性で直立した穂を付けるが、葉幅が10mmほど、穂の長さが16cmまでとはるかに小柄で華奢なものであり、他の種も本種とは似ていない。
別属だがシバムギ Elytrigia repens は高さ90cm程になり、直立する棒状の穂を出し、また地下茎も発達し、本種と比較的似た植物である。ただしこの種はヨーロッパ原産の日本では帰化種で、平地の路傍や農地に見られるものであり、小穂が各節に1つだけしかつかない他、葉は薄く、茎も細い。本種は南では小型となるので紛らわしいこともあるが、北海道では『大きさがまるで違う』のだとか。
また別属のオオハマガヤAmmophila breviligulata は、高さ60-100cmで直立した穂を伸ばし、テンキグサと同じく海岸の砂地に地下茎を伸ばし群落を作るため非常に類似している。別名をアメリカハマニンニクという。この種は過去に海岸の飛砂抑制用として北アメリカより日本へ導入され、各地の海岸の砂地に植栽された後に定着した帰化種である。オオハマガヤ属はノガリヤス属に系統的に近く、穂の形態も小穂こそ非常に大きいがノガリヤス属のヤマアワに類似して、小穂は1小花で構成され柄が付いている。またテンキグサより葉が細く、強く内巻きしている。
背の高い群落を作り他種を被陰するため、在来の海浜植物へ負の影響を与えるとされる。
知識が無いと判別困難であり、テンキグサの植栽区にオオハマガヤを混入して植栽したことが後から判明した例もある。形態以外の判別点として2種は出穂期が異なり、秋田県ではテンキグサは4月下旬-5月に穂を出し始める一方、オオハマガヤは8月上旬に穂を出し始め、その頃にはテンキグサはすでに結実しており9-10月には穂がオオハマガヤより先に枯れるという。
オオハマガヤと同属のビーチグラスAmmophila arenariaも類似し、日本には今のところ未定着とされるが特定外来生物に指定され侵入が予防されている。

## 利害
上記のようにアイヌは古くよりこの植物で籠などを作り、それが和名にも反映されているが、彼らは他にもいくつかの方法で本種を生活に利用していた。アイヌ語では本種をムリッ、ライムンなどと呼び、全草を煎じて食傷の際に服用し、あるいは根を乾燥させたものを煎じて風邪の際に服用した。テンキと呼ばれるのは葉を乾燥させたものを編んで作った容器で、糸や針を入れるのに用いた。さらに死者を葬る際、遺体を包むござを縛る平紐「ムリㇼ」を編んだともいう。
本種の葉を用いた籠の作り方については何通りかの方法があったことが文献や絵図などから知られる。特にコイリング編みによる方法はカムチャッカ半島、アリューシャン列島、北アメリカのアラスカから西岸北部に広く知られており、アリュートやユピック、エスキモーなどの先住民族の基本素材となっている。ただしアイヌにおいてはこの技法は千島アイヌにのみ見られ、北海道アイヌや樺太アイヌでは知られていない。北海道はともかく、それ以北の上記のような地域はツンドラ的な気候で、高木も蔓植物もきわめて貧弱であるため、籠編みなどによる生活物資の材料をイネ科の草本に頼らざるを得ないことから、本種のこのような利用が発達したとも考えられる。
本種の葉は雪解けの後から伸び出し、7月頃には1mを越えて成長が緩やかになり、古来本種の刈り取りは夏から秋、葉が十分に伸びた頃、遅くとも枯れ始める前のまだ青みが残っているうちに刈る、との伝承が上記のような地域に残っている。
砂浜に生え、砂を捕捉する能力が高いことから、砂の移動を抑えるために人工的に植栽されることがある。